# 1721 Wells
Wells (asteróide 1721) é um asteróide da cintura principal com um diâmetro de 40,03 quilómetros, a 3,0153535 UA. Possui uma excentricidade de 0,0432058 e um período orbital de 2 043,5 dias (5,6 anos).
Wells tem uma velocidade orbital média de 16,77771839 km/s e uma inclinação de 16,0856º.
Esse asteróide foi descoberto em 3 de Outubro de 1953 por Goethe Link Obs..